# Rhinetula denticrus
Rhinetula denticrus är en biart som beskrevs av Heinrich Friese 1922. Rhinetula denticrus ingår i släktet Rhinetula och familjen vägbin. Inga underarter finns listade i Catalogue of Life.